# Kasper Larsen
Kasper Larsen (25 gennaio 1993) è un ex calciatore danese, di ruolo difensore.

## Carriera

### Club
Ha giocato nel campionato danese, kazako, dei Paesi Bassi, svedese e ungherese.
Si è ritirato dal calcio giocato nel 2025 all'età di 32 anni.

### Nazionale
È stato convocato per le Olimpiadi del 2016.

## Palmarès

### Competizioni nazionali
- Supercoppa del Kazakistan: 1

Astana: 2015